# 阿尔瓦尔
阿尔瓦尔位于德里以南150公里，斋浦尔以北150公里处，是处于印度国家首都辖区内的一座城市，亦为拉贾斯坦邦阿尔瓦尔区的行政总部。

## 词源
“Alwar”一名的由来有很多说法。 坎宁安认为该名称源自萨尔瓦部落，原为Salwapur，后更名为Salwar、Halawar，最后演化为Alwar，另一间学校认为它起初被称为“Aravalpur”或“Aravali”。 其他人认为该城市以阿拉瓦尔•汗梅瓦蒂（从尼康布·拉杰普特手中夺取埃尔瓦尔的汗扎达战士）命名。在对阿尔瓦的杰伊·辛格大君统治期间进行的一项研究表明，齋浦爾卡基尔大君的次子阿拉格拉杰大君在十一世纪统治该地区，其领地一直扩大至目前埃尔瓦尔的范围。 他于1106年（西历1049年）以自己的名字建立了阿尔普尔市，后改名埃尔瓦尔。 该词曾拼为Ulwar，但在杰伊·辛格统治期间改为Alwar。

## 知名人士
- 伊姆兰汗[3][4]
- 萨奇·坦瓦尔
- 吉坦德拉·库马尔
- 阿斯塔·乔杜里
- 拉胡尔·亚达夫
- 布夫内什瓦里·库马里
- 马赫什·夏尔马
- 索拉布·辛格·谢卡瓦特
- 吉滕德拉·辛格